# 26970 Eliáš
26970 Eliáš là một tiểu hành tinh vành đai chính với chu kỳ quỹ đạo là 1773.7309559 ngày (4.86 năm).
Nó được phát hiện ngày 23 tháng 9 năm 1997.